# Cantonul Dinan-Est
Cantonul Dinan-Est este un canton din arondismentul Dinan, departamentul Côtes-d'Armor, regiunea Bretania, Franța.

## Comune
- Dinan (parțial, reședință)
- La Vicomté-sur-Rance
- Lanvallay
- Léhon
- Pleudihen-sur-Rance
- Saint-Hélen